# Schwerdorff
Schwerdorff é uma comuna francesa na região administrativa de Grande Leste, no departamento de Mosela. Estende-se por uma área de 9,42 km². Em 2010 a comuna tinha 489 habitantes (densidade: 51,9 hab./km²).